# یسونگ
کیم جونگ-وون (متولد ۲۴ آگست 1984) که عموماً با نام هنری یسونگ شناخته می‌شود خواننده و بازیگراهل کره جنوبی  است وی در سال ۲۰۰۵ به عنوان یکی از اعضا سوپر جونیور شروع به فعالیت نمود. او در سال ۲۰۰۶ به عضویت زیر گروه سوپرجونیور K.R.Y و در سال ۲۰۰۸ به عضویت زیر گروه سوپر جونیور H درآمد. این خواننده  در سال ۲۰۱۴ به پروژه S.M. The Ballad وارد شد.

## فیلموگرافی

### فیلم‌ها
| سال  | نام                       | نقش       | یادداشت                     | منبع             |
| ---- | ------------------------- | --------- | --------------------------- | ---------------- |
| ۲۰۰۷ | Attack on the Pin-Up Boys | ستاره راک |                             | [ ۲ ]            |
| ۲۰۱۰ | Super Show 3 3D           | خودش      |                             | [ نیازمند منبع ] |
| ۲۰۱۲ | I AM.                     | خودش      | زندگی‌نامه از S.M. Town      | [ ۳ ]            |
| ۲۰۱۳ | Super Show 4 3D           | خودش      |                             | [ نیازمند منبع ] |
| ۲۰۱۵ | SMTown The Stage          | خودش      | Documentary film of SM Town | [ نیازمند منبع ] |
| ۲۰۱۶ | My Korean Teacher         | Young-ung | فیلم ژاپنی                  | [ نیازمند منبع ] |

### درام‌های تلویزیونی
| سال  | نام   | شبکه | نقش            | یادداشت |
| ---- | ----- | ---- | -------------- | ------- |
| ۲۰۱۵ | Awl   | JTBC | Hwang Jun-chul |         |
| ۲۰۱۷ | Voice | OCN  | Oh Hyun-ho     |         |

### غیره
| سال  | نام         | شبکه       | نقش    | یادداشت |
| ---- | ----------- | ---------- | ------ | ------- |
| ۲۰۱۰ | Love Chaser | MBC        | میزبان |         |
| ۲۰۱۰ | The Muzit   | Trend E TV | میزبان |         |
| ۲۰۱۸ | Galaxy      | Channel A  | میزبان |         |